# Panolis
Panolis là một chi bướm đêm thuộc họ Noctuidae.

## Các loài
- Panolis exquisita Draudt, 1950
- Panolis flammea (Denis & Schiffermüller, 1775)
- Panolis japonica Draudt, 1935
- Panolis pinicortex Draudt, 1950
- Panolis variegatoides (Poole, 1989)